# Marinestützpunkt Sanya

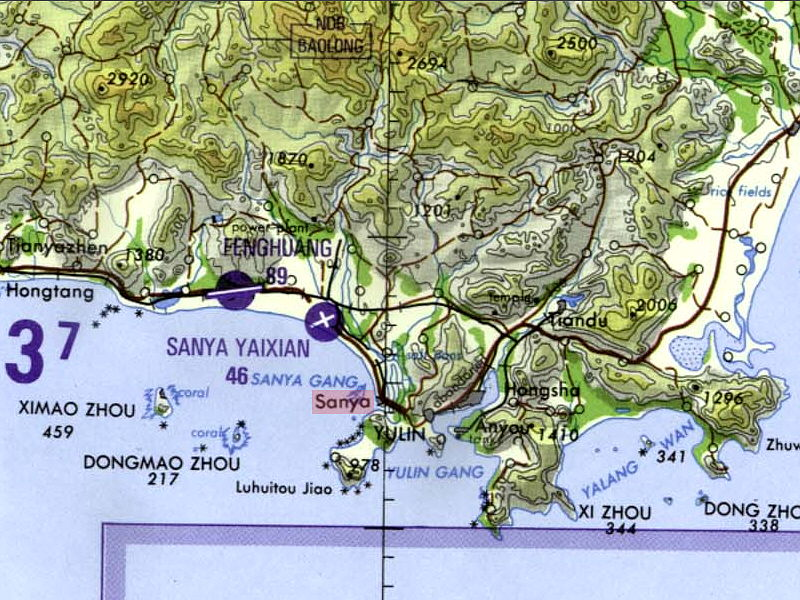
Lage von Sanya im äußersten Süden der chinesischen Insel Hainan

Der Marinestützpunkt Sanya ist eine Marinebasis der Volksrepublik China im Süden der Insel Hainan. Er liegt östlich der Stadt Sanya und südlich der Stadt Yulin.

## Ausbau zur Großbasis
Die Insel Hainan ist das Hauptquartier der chinesischen Südmeerflotte der Marine der Volksrepublik China.
Bekannt sind die Bauaktivitäten der Marinebasis in der westlichen Welt seit 2001. Ende April 2008 veröffentlichte die britische Fachzeitschrift „Jane’s Intelligence Review“ erstmals detailliertere Satellitenbilder der riesigen Anlage, erstellt vom kommerziellen Anbieter DigitalGlobe, in der Nähe bedeutender internationaler Wasserstraßen.
Zwei 950 Meter lange Piers und drei kleinere sind demnach ausreichend für zwei Flugzeugträgerverbände oder amphibische Angriffsschiffe. Das Ausmaß der Arbeiten lasse vermuten, dass der Stützpunkt ein zentraler Knotenpunkt für künftige chinesische Flugzeugträger werden solle, berichtete „Jane’s“. 2012 hat China seinen ersten Flugzeugträger Liaoning in Dienst gestellt. Es wird prognostiziert, dass China bis 2020 zwei selbstgebaute, konventionell angetriebene STOBAR-Flugzeugträger und bis 2030 nukleargetriebene CATOBAR-Flugzeugträger in Dienst stellen wird, die dann in Sanya als Ausgangspunkt für Operationen im Südchinesischen Meer und im Indischen Ozean stationiert werden könnten.
Die Höhe des in gebirgiges Terrain hineingebauten, großteils unterirdischen Hafens wird auf etwa 20 Meter geschätzt. Insgesamt soll es elf 18 Meter hohe Einfahrt-Tunnel geben, die unter der Wasseroberfläche in das Erdreich der Insel führen. Nach Mutmaßungen des US-Militärs kann er in seinen Bunkern bis zu 20 nukleare Unterseeboote vor der Ausspähung durch Satelliten schützen.
Das Verteidigungsministerium der Vereinigten Staaten schätzt, dass China bis 2010 fünf Atom-U-Boote vom Typ 094 (Jin-Klasse) einsatzbereit haben wird, von denen jedes zwölf JL-2-Interkontinentalraketen tragen kann.
Medien sprachen von einer „bedeutsamen Herausforderung der Vorherrschaft der US-Marine und der Anrainerstaaten des Südchinesischen Meeres“. US-amerikanischen Analysen zufolge erreichte die erweiterte Basis im Verlauf des Jahres 2010 die weitgehende Einsatzbereitschaft.

## Hainan
Auf Hainan befindet sich auch Chinas größter Komplex für elektronische Aufklärung. Auf Hainan sind deshalb zahlreiche Experten stationiert, die sich mit den C4ISR-Konzepten des US-Militärs beschäftigen.
Im September 2007 berichteten chinesische staatliche Medien, dass der Bau eines Weltraumbahnhofs auf Hainan geplant sei, das Kosmodrom Wenchang.
Hainan ist seit Jahren ein Ziel US-amerikanischer Aufklärungsaktionen.
Am 1. April 2001 kollidierte über dem Meer ein US-Aufklärungsflugzeug vom Typ EP 3E-Aries II während einer routinemäßigen Überwachung der chinesischen Marine mit einem chinesischen Abfangjäger vom Typ Shenyang J-8 (auch: F-8) und löste damit eine wochenlange Krise aus.

## Bewertungen

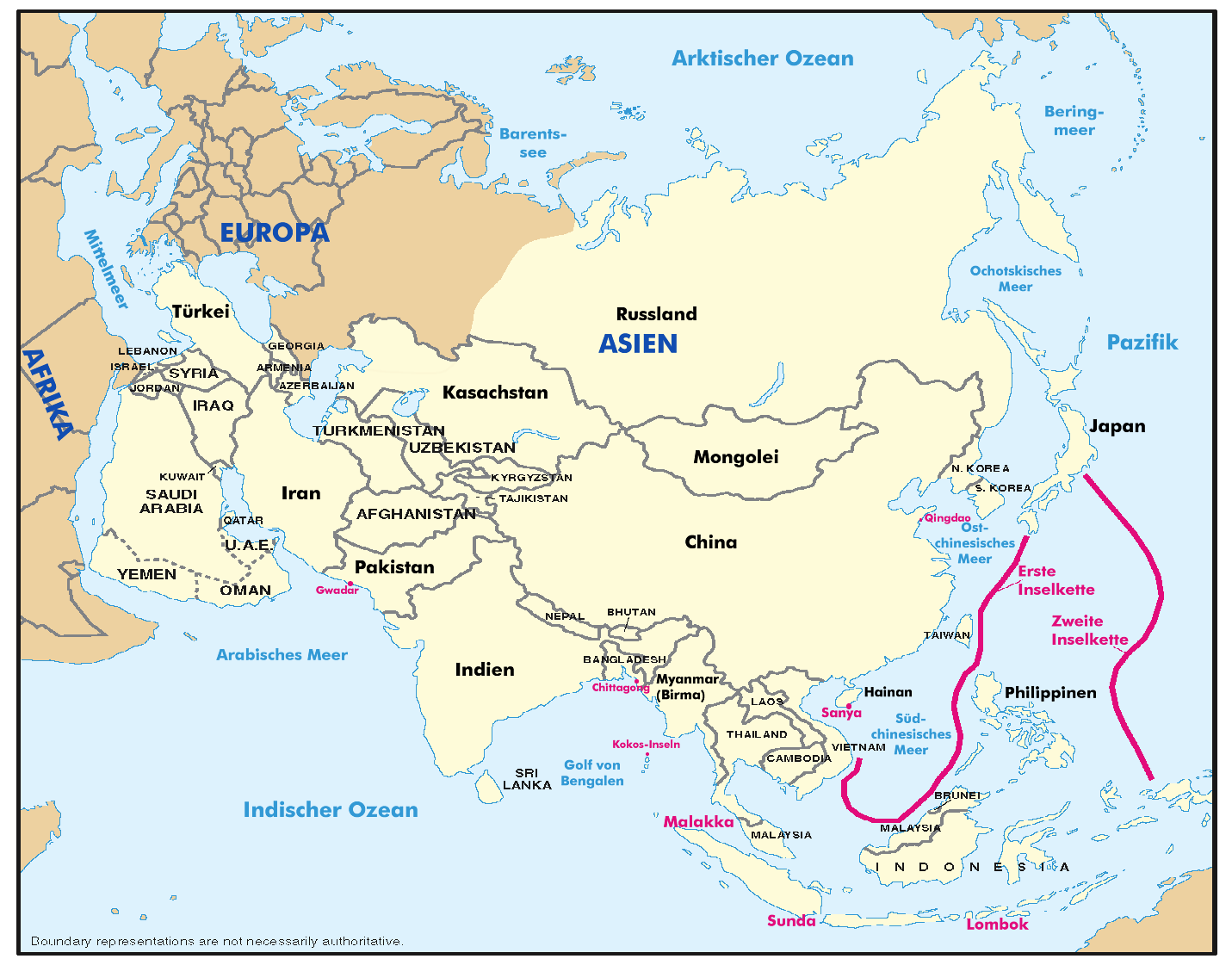
Die intendierte Ausweitung des ständigen Operationsraumes der PLAN nach Angaben des „China Report 2006“ des US-Verteidigungsministeriums, mit den für Ostasien wichtigsten Seefahrtsrouten. Ob die Orientierung an den Inselketten des Westpazifik eine US-Projektion ist oder tatsächlich der chinesischen Strategie entspricht, muss freilich dahingestellt bleiben.

Für die Volksrepublik selbst sind Wasserstraßen und Seefahrtswege im ostasiatischen Großraum von vitaler Bedeutung. Mehr als die Hälfte des gesamten Seehandelsvolumens der Welt wird über die Malakkastraße, die Sundastraße und die Lombokstraße abgewickelt. „80 Prozent der japanischen und 60 Prozent der chinesischen Ölimporte passieren dieses Nadelöhr, wobei das Volumen im Fall der Volksrepublik China rasch anwächst.“
Hainan bietet die Möglichkeit, unmittelbar auf diese Region einzuwirken. „Vor Hainan wird das Meer schnell 5.000 Meter tief. Die U-Boote können also schnell tief abtauchen und sich vor Entdeckung schützen. Die Anleger bieten viel Platz, sogar für große Überwassereinheiten wie Zerstörer und Fregatten. China will sich eine U-Boot-Basis im Süden schaffen, um seine Operationsmöglichkeiten Richtung Pazifik und der südostasiatischen Wasserstrassen zu verbessern“, urteilte der Journalist und Rüstungsexperte Otfried Nassauer in einem Interview. Die Lage und Streuung der chinesischen Stützpunkte lässt manche von einer „Perlenkettenstrategie“ Pekings sprechen.
In Chittagong (Bangladesch) etwa verfügt China über einen großen Containerhafen; in Gwadar (Pakistan) wird seit geraumer Zeit mit Hilfe von 500 chinesischen Ingenieuren ein Marine-Stützpunkt errichtet – seine Lage nur 400 Kilometer östlich der Straße von Hormus und als möglicher Endpunkt einer oder gar mehrerer Pipelines verleiht diesem einen zentralen Rang bei der Sicherung der Energielieferungen aus dem Nahen Osten und Zentralasien ins Reich der Mitte. Allerdings befürchtet die US-Regierung, dass die Ambitionen Pekings weit über die Region hinausgehen, äußert Zweifel an den offiziellen Zahlen für die Verteidigungsausgaben Pekings und vermutet, sie könnten weitaus höher sein als eingeräumt.
Nach den Worten von Kerry Brown, China-Experte am britischen Royal Institute of International Affairs, entwickeln die chinesischen Streitkräfte eine Strategie, genannt “sea denial campaign” (etwa: Feldzug zur Verweigerung des Seezugangs), die ein militärisches Eingreifen der USA bei Konflikten mit Taiwan verhindern soll.
Über einen ähnlichen, allerdings wesentlich kleineren unterirdischen Stützpunkt als bei Sanya verfügt China bereits in Jianggezhuang, auf dem gleichfalls (bislang konventionell angetriebene) U-Boote mit Nuklearraketen stationiert sind. Die Anlage auf Hainan könnte den Beobachtungen zufolge mit einer „De-Magnetisierungsanlage“ ausgerüstet sein. Mit ihr können permanente Magnetfelder eines U-Boots teilweise neutralisiert werden, für feindliche Sensoren wäre es dadurch schwerer zu orten. „Der Marine-Stützpunkt soll offenkundig China in die Lage versetzen, seine Kriegsschiffe und U-Boote weiter auf die Weltmeere zu entsenden als bisher“, meinte der „Spiegel“-Korrespondent in Peking, Andreas Lorenz: „Der ‚beeindruckende Fortschritt‘ in der konventionellen Ausrüstung hat inzwischen nicht nur die ‚Machtbalance an der Taiwanstraße zu Gunsten Chinas verändert‘, zitierte er den taiwanischen Rüstungsexperten Andrew Yang. ‚Er hat China auch in die Lage versetzt, seine Macht in den Westpazifik auszudehnen.‘“